# Jorge de la Vega Domínguez, Cintalapa
Jorge de la Vega Domínguez är en ort i Mexiko.   Den ligger i kommunen Cintalapa och delstaten Chiapas, i den sydöstra delen av landet, 600 km sydost om huvudstaden Mexico City. Jorge de la Vega Domínguez ligger 1 038 meter över havet och antalet invånare är 156.
Terrängen runt Jorge de la Vega Domínguez är kuperad. Runt Jorge de la Vega Domínguez är det ganska glesbefolkat, med 26 invånare per kvadratkilometer. Närmaste större samhälle är Esperanza de los Pobres, 16,0 km sydost om Jorge de la Vega Domínguez. I omgivningarna runt Jorge de la Vega Domínguez växer huvudsakligen savannskog.